# Xipre romana
La Xipre romana va ser una província senatorial menor de l'Imperi Romà. Malgrat ser una província petita, tenia diversos santuaris religiosos coneguts i apareixia sovint al comerç del Mediterrani oriental, especialment pel que fa a la producció i al comerç del coure xipriota. Com que es trobava en una posició estratègicament important a les rutes comercials del Mediterrani de l'Est, Xipre fou controlada pels poders imperials del primer mil·lenni aC, incloent-hi Assíria, l'Imperi Egipci, l'Imperi Macedoni, i especialment el Romà. Xipre fou annexada pels romans el 58 aC, però fins al 22 aC –quan Xipre va esdevenir oficialment una província senatorial– el control de l'illa fluctuava entre l'Imperi Romà i el Ptolemaic. Després de la batalla d'Àccium el 31 aC i fins al segle vii, Xipre va estar sota control romà. El 293 dC va esdevenir part oficialment de l'Imperi Romà d'Orient.
Sota el regnat romà, Xipre es dividia en quatre districtes principals: Salamis, Pafos, Amathous i Lapethos. Pafos va ser la capital de l'illa durant el període romà fins que Salamis es va refundar el 346 com a Constantia. El geògraf Ptolemeu va mencionar les següents ciutats romanes: Pafos, Salamis, Amathous, Lapethos, Kition, Kourion, Arsinoe, Kyrenia, Chytri, Karpasia, Soli i Tamassos, com també ciutats menors escampades per l'illa.
La informació sobre Xipre durant el control romà es basa principalment en troballes arqueològiques i epigrafia. Hi ha poques proves literàries i texts que serveixin com a base.